# Ywangan
Ywangan är en kommun i Myanmar.   Den ligger i regionen Shanstaten, i den centrala delen av landet, 180 km norr om huvudstaden Naypyidaw. Antalet invånare är 76 933.